# Hetjens-Museum

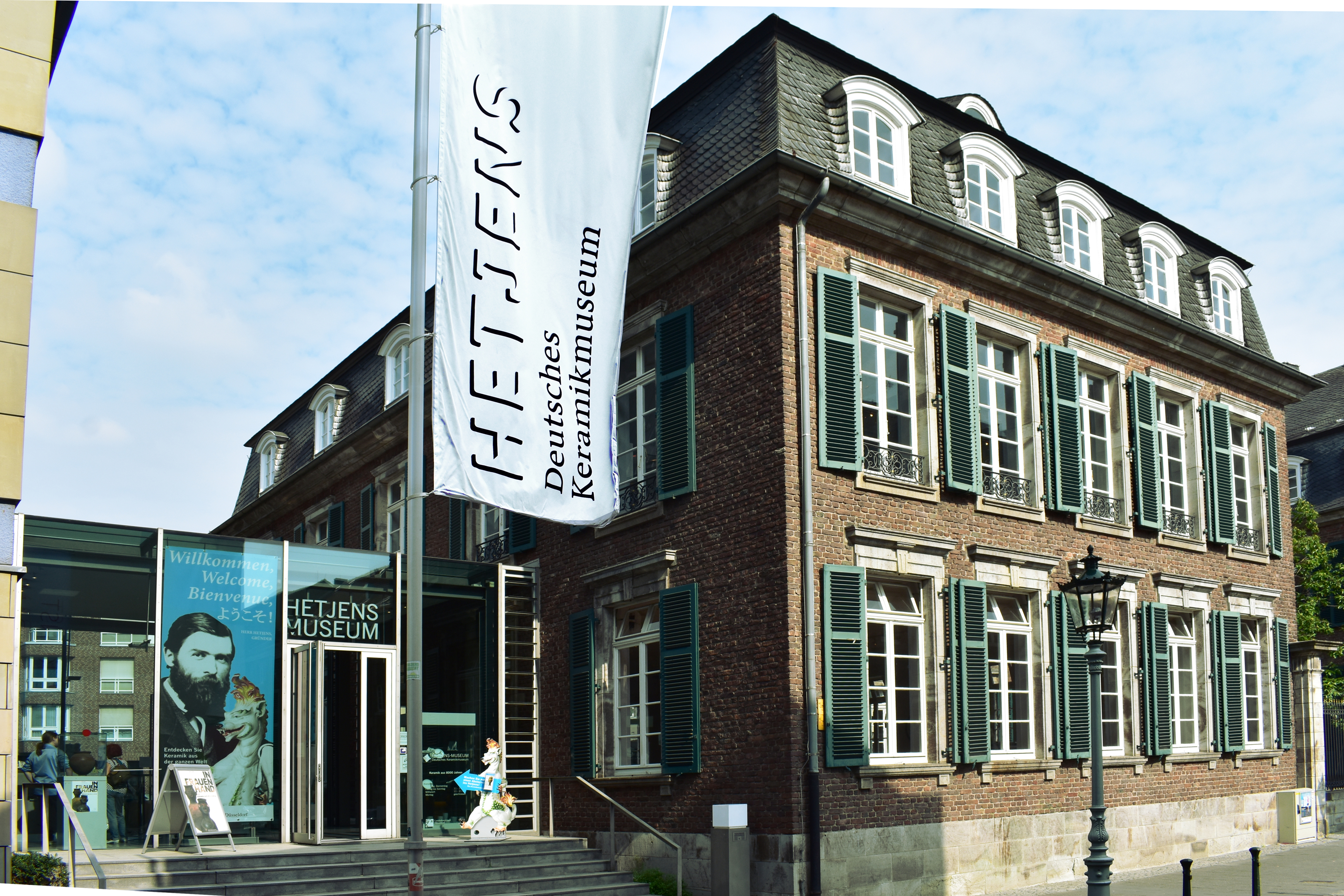
Eingang des Hetjens-Museums mit dem Palais Nesselrode rechts und dem Erweiterungsbau links, im September 2018

Das Hetjens – Deutsches Keramikmuseum ist ein am 9. Mai 1909 gegründetes Düsseldorfer Museum für Keramikgeschichte. Aufgrund der bis zu 8000 Jahre alten und aus allen Teilen der Welt stammenden Stücke seiner Sammlung gilt es als das universellste Institut seiner Art und ist regelmäßig mit Leihgaben im In- und Ausland vertreten.

## Geschichte

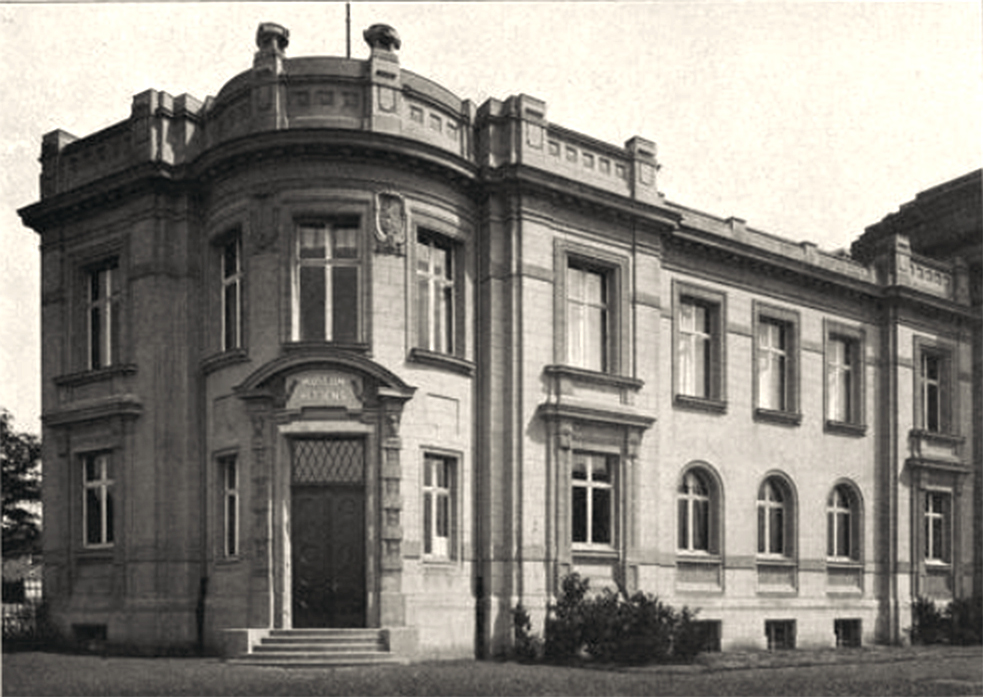
Hetjens-Museum in Düsseldorf-Pempelfort (1908)

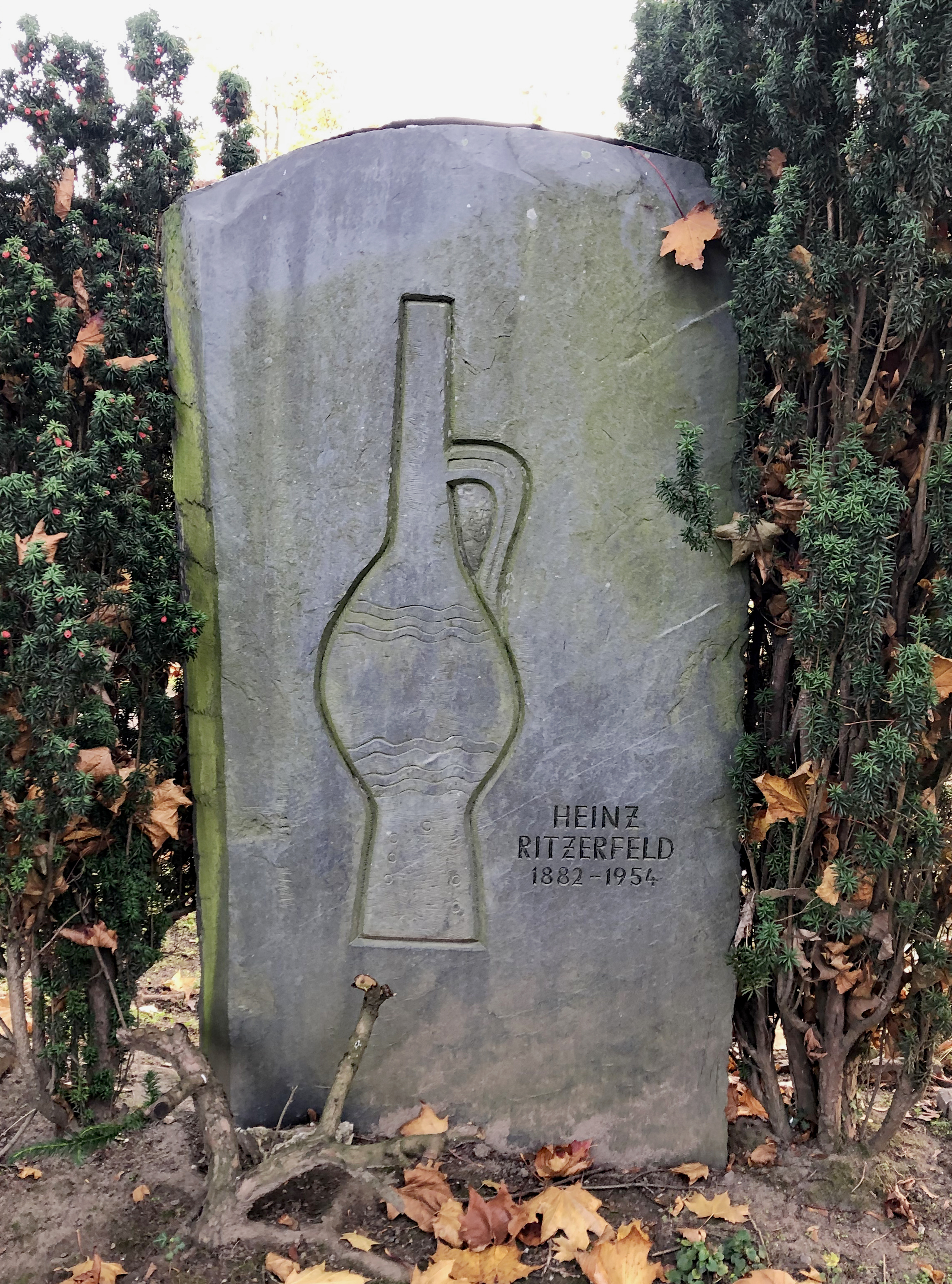
Grabstätte Heinz Ritzerfeld, Nordfriedhof (2020)

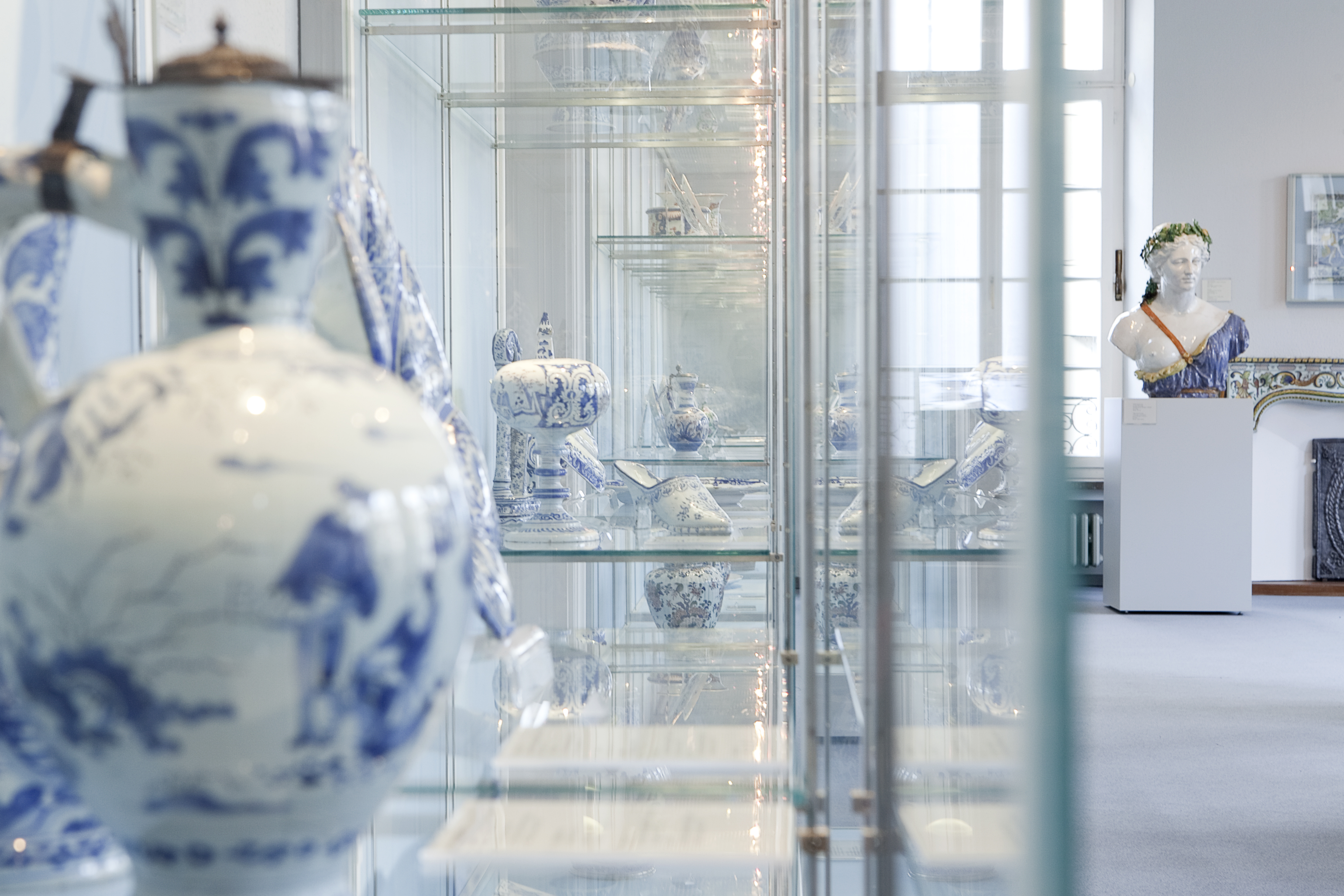
Fayence-Saal im Hetjens (2012)

Namensgeber war der Düsseldorfer Sammler Laurenz Heinrich Hetjens (1830–1906), dessen Nachlass den Grundstock für das Museum bildete. Hetjens war ein Polster- und Sattlergeselle, der es als technischer Direktor einer Glasmanufaktur in Aachen zu erstem Wohlstand gebracht hatte. 1866 heiratete er die 14 Jahre ältere und äußerst begüterte Witwe Maria Catharina Regnier und widmete sich in den folgenden Jahren dem Sammeln von Kunst und der Forschung. Sein Hauptaugenmerk als Sammler galt dem rheinischen Steinzeug der Gotik, der Renaissance und des Barock. Dabei kaufte er nicht nur an, sondern nahm selbst an Ausgrabungen teil und entwickelte sich zu einem anerkannten Experten. Als Universalerben seines beträchtlichen Vermögens benannte er die Stadt Düsseldorf. In seinem Testament verfügte er jedoch die Bereitstellung von 150.000 Goldmark zur Errichtung eines Museums, in dem seine Sammlung der Öffentlichkeit zugänglich gemacht werden und das zudem seinen Namen tragen sollte. Bei Nichterfüllung dieser Maßgabe innerhalb eines Jahres legte er Köln als Erbnachfolger fest, woraufhin der Museumsbau am nördlichen Ende des Kunstausstellungspalastes (damalige Anschrift des Hetjens-Museums Hofgartenufer Nr. 3 an der Ecke zur Krefelder Straße, heute Victoriaplatz), 1907/1908 umgesetzt wurde.
Mit der Gründung der Städtischen Kunstsammlungen im Jahre 1913 und mit Auflösung des Kunstgewerbemuseums Düsseldorf im Zuge der Planungen für die GeSoLei 1926 gingen die keramischen Bestände an das Hetjens-Museum über. Die Sammlung Hetjens wurde durch weitere Ankäufe und Schenkungen ergänzt und zog aus Platznot 1969 in das Palais Nesselrode auf der Schulstraße in Düsseldorf-Carlstadt. 1994 wurde anlässlich des 85-jährigen Jubiläums des Museums ein Erweiterungsbau eröffnet, in dem sich auch das Düsseldorfer Filmmuseum befindet. Heute verfügt das Hetjens-Museum über 8500 m² Ausstellungsfläche.

### Leitung
- 1909–1953 Heinz Ritzerfeld[3] (1882–1954)[4]
- 1953–1978 Adalbert Klein[5][3]
- 1979–1996 Joachim Naumann[3]
- 1996–2006 Bernd Hakenjos
- 2006–2015 Sally Schöne[6]
- seit 2017 Daniela Antonin[7][8]

## Sammlung

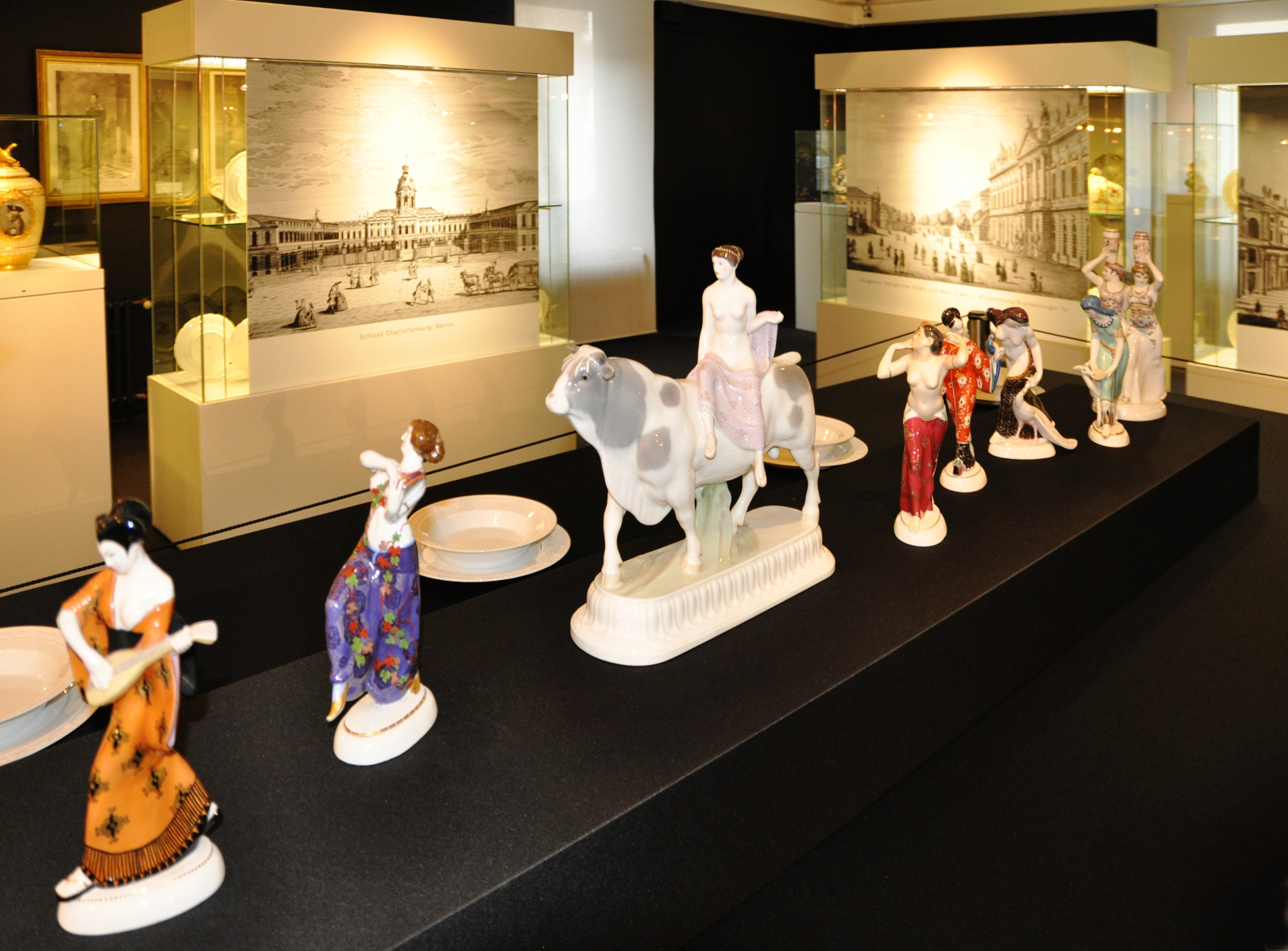
Ausstellung im Hetjens „Königliche Eleganz, preußische Pracht“ (2013)

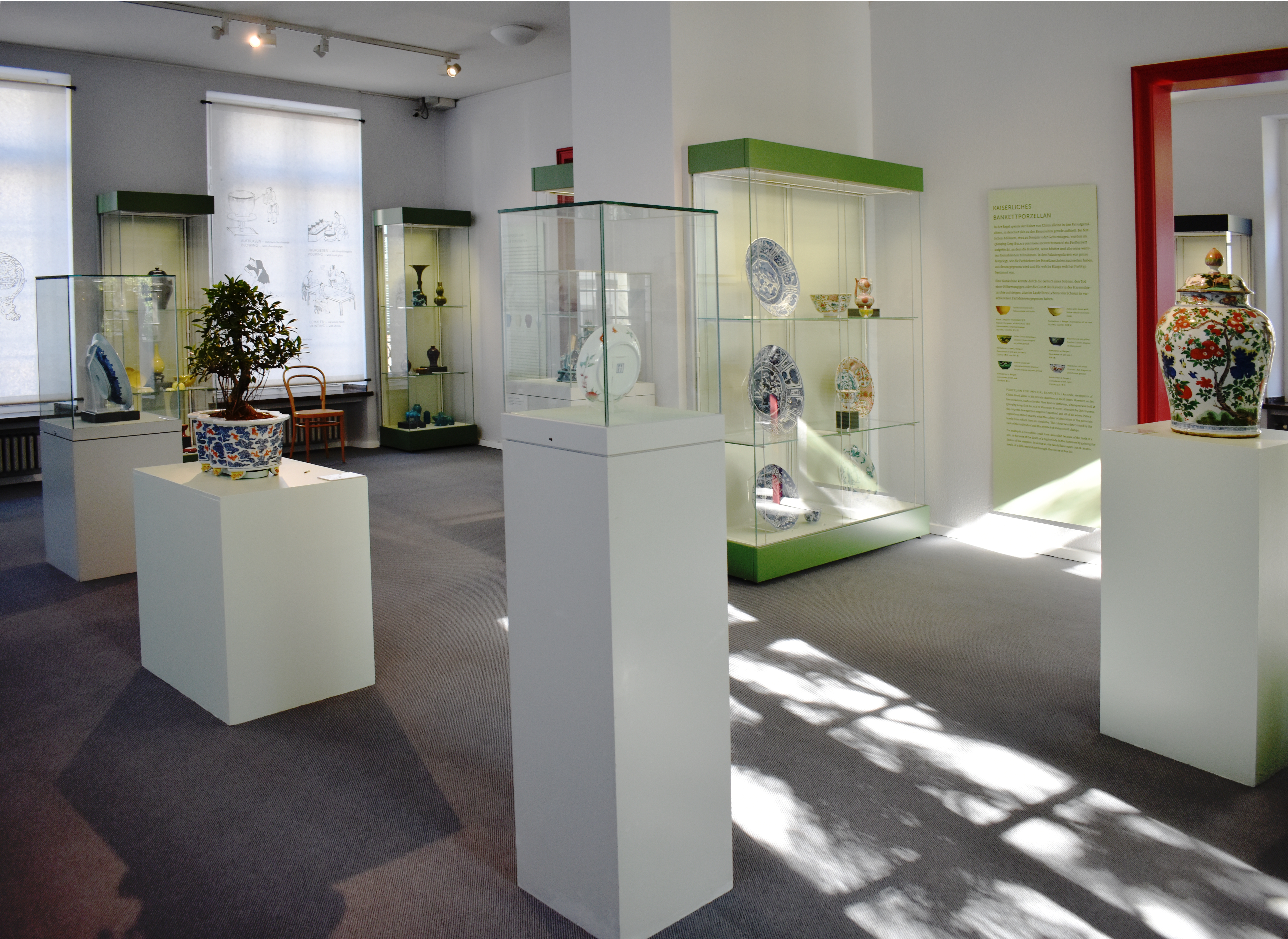
Blick in die Asienabteilung des Hetjens (2018)

Die ursprüngliche Sammlung des Stifters Laurenz Heinrich Hetjens, die vorrangig aus rheinischem Steinzeug bestand, wurde über das letzte Jahrhundert hinweg stetig um Keramiken aus allen Erdteilen und Schaffensperioden erweitert. Die Dauerausstellung zeigt die ganze Welt der Keramik von der Vorgeschichte bis heute. Höhepunkt der Sammlung sind antike und präkolumbische Keramik, seltene Steinzeuggefäße, islamische Keramik, Fayence und Majolika, zeitgenössische Künstlerkeramik, eine umfangreiche Sammlung wertvoller Porzellane sowie die im Jahr 2018 neugestaltete Asienabteilung. Ein besonderer Blickfang ist eine in den Museumsräumen rekonstruierte islamische Keramikkuppel aus Pakistan. Auch die Sammlung Ernst Schneider in Schloss Jägerhof wird durch das Hetjens verwaltet.

## Veranstaltungen
Das Hetjens veranstaltet Führungen, kulinarische Events, Lesungen, Konzerte, Themenabende, Restaurierungskurse und Kindergeburtstage. Besonderer Beliebtheit erfreuen sich Workshops zur japanischen Kultur mit Teezeremonie. Ein „Tisch des Monats“ präsentiert besondere Porzellanensembles in aufwendig gestalteten thematischen Inszenierungen.

## Sonderausstellungen

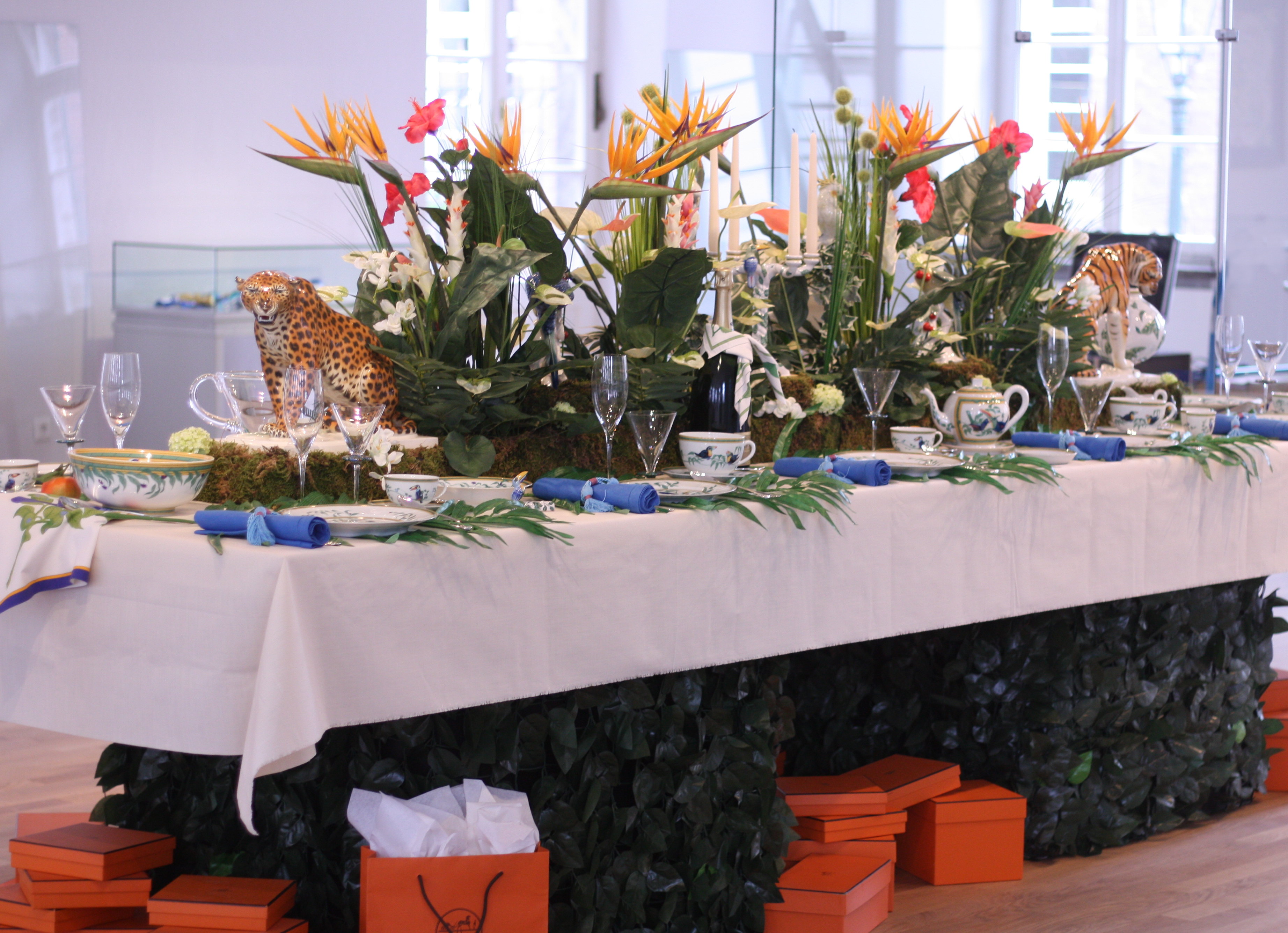
Tisch des Monats „Pique-nique Tropical avec Hermès Toucans“ im Hetjens (2017)

Beispiele für Sonderausstellungen der letzten Jahre:
- Wechselwirkungen – Meister und Gesellen des Bauhauses zwischen Werkstatt und Industrie (2019)
- Zum Heulen Schön! Meissener Zwiebelmuster in seiner ganzen Schönheit (1730 bis 1888) (2018/2019)
- In Frauenhand – Keramik aus Westafrika (2018)
- Grantiert stubenrein – Möpse aus Meissener Porzellan und ihre Freunde (2018)
- Leiko Ikemura: Märchenwald (2017)
- Markus Karstieß – Turning to speak (2017)
- »Liebe mich wie ich Dich« – Botschaften auf Keramik (2017)
- Moskauer Glanz der Zarenzeit (2016)
- Russische Brautschätze – Das Porzellan der Großfürstinnen (2016)
- Glück auf! Der Bergbau und das Weiße Gold – Die Sammlung Middelschulte (2016)
- Tönerne Schätze der Anden – Keramik der Inkas und ihrer Vorgänger (2016)
- Kangxi – Porzellanschätze für den Kaiserhof und Europas Fürsten (2015)
- CHINA CONTEMPORARY (2015)
- Zeitgenössische Keramik von Fontana bis Uecker – Neuerwerbungen der Stiftung Lontzen (2015)
- Pink Porcelain! – Porzellanmalerei von Rosa bis Purpur (2015)
- Aufbruch zu neuen Malgründen – Malerei des fränkischen Barock auf Glas und Glasur (2019)
- Thomas Schütte. Keramik (2020)
- Tafelzauber – Gesellschaftlicher Aufstieg und bürgerliche Esskultur im 18. Jahrhundert (2023/24)

## Freundeskreis
Der 1958 gegründete Freundeskreis des Hetjens unterstützt das Museum bei der Erweiterung der Sammlung, ihrer wissenschaftlichen Bearbeitung und Erschließung sowie bei Veranstaltungen und Öffentlichkeitsarbeit.

## Dr. Günter Lontzen-Stiftung
Der Keramiksammler Günter Lontzen (1929–2007) hinterließ dem Hetjens seine private Sammlung moderner Keramik. Die seit 2009 mit den Stiftungsmitteln erworbenen rund 80 Objekte internationaler Keramikkünstler der Gegenwart wurden bis Februar 2016 in der Ausstellung „Zeitgenössische Keramik von Fontana bis Uecker“ gezeigt.